# (1666) van Gent
(1666) van Gent est un astéroïde de la ceinture principale.

## Description
(1666) van Gent est un astéroïde de la ceinture principale. Il fut découvert le 22 juillet 1930 à Johannesbourg par Hendrik van Gent. Il présente une orbite caractérisée par un demi-grand axe de 2,19 UA, une excentricité de 0,18 et une inclinaison de 2,7° par rapport à l'écliptique.

## Compléments